# 吉尔贝·博宗
吉尔贝·博宗（法語：Gilbert Bozon，1935年3月19日—2007年7月21日），法国男子游泳运动员。他曾代表法国参加1952年和1956年夏季奥林匹克运动会游泳比赛，其中1952年奥运会获得一枚银牌。